# Роза (Липецька область)
Роза (рос. Роза) — селище у Грязінському районі Липецької області Російської Федерації.
Населення становить 209  осіб. Належить до муніципального утворення Княжебайгорська сільрада.

## Історія
З 13 червня 1934 до 6 січня 1954 року у складі Воронезької області. Відтак входить до складу Липецької області.
Згідно із законом від 23 вересня 2004 року № 126-ОЗ органом місцевого самоврядування є Княжебайгорська сільрада.

## Населення
| 2009 | 2010 | 2013 |
| ---- | ---- | ---- |
| 213  | ↗222 | ↘209 |